# Neosphaeroma australe
Neosphaeroma australe är en kräftdjursart som först beskrevs av Thomas Whitelegge 1902.  Neosphaeroma australe ingår i släktet Neosphaeroma och familjen klotkräftor. Inga underarter finns listade i Catalogue of Life.